# قشلاق حاج‌خان حسین صمید
قشلاق حاج خان حسین صمید یک روستا در ایران است که در استان اردبیل واقع شده‌است. قشلاق حاج خان حسین صمید ۲۹ نفر جمعیت دارد.